# Festival Internazionale del Jazz di Sanremo
Das Festival Internazionale del Jazz di Sanremo war ein Jazz-Festival, das von 1955 bis 1966 in Sanremo im Casino stattfand. Es dauerte zwei bis drei Tage im Frühling.
Gründer waren der Jazzkritiker Arrigo Polillo und Pino Maffei.
Es traten unter anderem Duke Ellington (1964), Earl Hines, Modern Jazz Quartet (1958), Art Blakey mit seinen Jazz Messengers (1963),  Thelonious Monk, Martial Solal, Nunzio Rotondo mit Quintett (1956), Enrico Rava, Steve Lacy, Sonny Rollins, Oscar Peterson, Stan Tracey und Ornette Coleman auf. Februar 1959 trat auch Albert Mangelsdorff mit Dusko Goykovich auf.
Die Konzerte wurden teilweise von RAI übertragen.
2006 gab es Konzerte aus Anlass des 50-jährigen Jubiläums. 2012 sponserte der Energiekonzern Unogas eine Fortsetzung von Konzertauftritten, die den Namen des Festivals aufgriffen, mit Rebekka Bakken und anderem skandinavischen Jazz.
Es ist nicht mit dem bekannten Sanremo-Festival für Gesang zu verwechseln.

## Diskographische Hinweise
- Nicola Arigliano Con Il Trio Di Franco Cerri: Festival Del Jazz – Sanremo 1959 (Columbia EP, 1959)